# فيرا بيرغمان
فيرا بيرغمان (بالألمانية: Vera Bergman)‏ هي ممثلة ألمانية، ولدت في 16 فبراير 1920 ببرلين في ألمانيا.

## وصلات خارجية
- فيرا بيرغمان على موقع IMDb (الإنجليزية)
- فيرا بيرغمان على موقع ألو سيني (الفرنسية)
- فيرا بيرغمان على موقع قاعدة بيانات الفيلم (الإنجليزية)
- فيرا بيرغمان على موقع كينوبويسك (الروسية)